# 巴爾幹歐白魚
巴爾幹歐白魚（学名：Alburnus thessalicus）為輻鰭魚綱鯉形目雅羅魚科歐白魚屬的其中一種，分布於歐洲希臘、北馬其頓、保加利亞Pinios至Struma流域，體長可達15.5公分，棲息在河川表層水域，生活習性不明。

## 扩展阅读
- 維基物種上的相關：巴爾幹歐白魚